# 71482 Jennamarie
71482 Jennamarie este un asteroid din centura principală de asteroizi.

## Descriere
71482 Jennamarie este un asteroid din centura principală de asteroizi. A fost descoperit pe 28 ianuarie 2000 la Kitt Peak National Observatory, în cadrul proiectului Spacewatch. Asteroidul prezintă o orbită caracterizată de o semiaxă mare de 3,19 ua, o excentricitate de 0,03 și o înclinație de 13,6° în raport cu ecliptica.